# Drepatelodes friburgensis
Drepatelodes friburgensis är en fjärilsart som beskrevs av William Schaus 1924. Drepatelodes friburgensis ingår i släktet Drepatelodes och familjen silkesspinnare. Inga underarter finns listade i Catalogue of Life.